# Jodi Lyn O'Keefe
Jodi Lyn O'Keefe (Cliffwood Beach, 10 de outubro de 1978), é uma atriz e modelo estadunidense. Tornou-se conhecida após sua interpretação da personagem Cassidy na série de televisão Nash Bridges (1996–2001), e depois pelo papel de Gretchen Morgan em Prison Break (2007–2009), de Jo Laughlin em "The Vampire Diaries" (2014–2017), entre outros. Seus trabalhos no cinema incluem Halloween H20: 20 Years Later (1998) e She's All That (1999).

## Biografia
O'Keefe nasceu na cidade de Cliffwood Beach, Nova Jérsei. Filha de Norman Lyn, uma dona de casa e Jack O'Keefe, um diretor de relações trabalhistas na Merck. Ela  tem ascendência irlandesa, australiana, polonesa e sueca, e é a mais nova de três irmãs: a mais velha era modelo e ela decidiu que queria fazer o mesmo. Iniciou a carreira de modelagem aos oito anos de idade, por volta de 1986.

## Carreira
Em 1995, largou seus estudos pela metade para estrelar na novela Another World, interpretando Marguerite "Maggie" Cory. Ela então conseguiu um papel em Nash Bridges, interpretando Cassidy, a filha do personagem Don Johnson. Ela e sua mãe se mudaram para Hollywood, então Jodi completou seus estudos por e-mail. Ela fez sua estreia no cinema em 1998, em Halloween H20: 20 Years Later e depois estrelou em filmes como The Crow: Salvation e Whatever It Takes. Em 1999 estrelou o filme adolescente She's All That, ao lado de Freddie Prinze Jr e Rachael Leigh Cook. O'Keefe continuou filmando ambos os filmes e Nash Bridges até o término da série, em 2001. Mais tarde os filmes foram Sangue de Lobo, onde ela interpretou uma vampira chamada Layla Simmons e Venice Underground. Em 2005, O'keefe apareceu em três episódios na primeira temporada de Boston Legal. Ela ficou mais conhecida pelo seu papel em Prison Break, como Gretchen Morgan na 3ª e 4ª Temporadas. Também apareceu em episódios de outras séries como: Charmed, Two and a Half Men, The Big Bang Theory,  Dharma & Greg, Tru Calling, etc. Em 2009, ela apareceu na versão vídeo-game de "Command & Conquer".
A partir de 2014, começou a participar do elenco recorrente durante a Sexta temporada e a Sétima temporada da série de televisão "The Vampire Diaries", exibida pela The CW, interpretando a ex-bruxa do Coven Gemeni e médica Josette "Jo" Parker-Laughlin, a irmã gêmea do antagonista o bruxo-sifão Kai Parker (interpretado por Chris Wood (ator)) e ainda a irmã do outro par de gêmeos extras: os bruxos Liv Parker (interpretada por Penelope Mitchell) e Luke Parker (interpretado por Chris Brochu).
Em 2018, interpretou novamente a Josette "Jo" Laughlin, em uma participação especial de um episódio da primeira temporada da série de televisão "Legacies", também da The CW.

## Filmografia
| Ano  | Título Original                          | Título no Brasil                  | Papel             | Notas                                 |
| ---- | ---------------------------------------- | --------------------------------- | ----------------- | ------------------------------------- |
| 1998 | Halloween H20: 20 Years Later            | Halloween H20 - Vinte Anos Depois | Sarah Wainthrope  |                                       |
| 1999 | She's All That                           | Ela é Demais                      | Taylor Vaughan    |                                       |
| 2000 | The Crow: Salvation                      | O Corvo: A Salvação               | Lauren Randall    |                                       |
| 2000 | Whatever It Takes                        | Correndo Atrás                    | Ashley Grant      |                                       |
| 2000 | Devil in the Flesh 2                     | Dupla Personalidade               | Debbie Strong     |                                       |
| 2002 | Falling in Love in Pongo Ponga           |                                   | Shawnee           |                                       |
| 2003 | Red Rover                                | A Herança                         | Kylie Logan       |                                       |
| 2004 | Out for Blood                            | Sangue de Lobo                    | Layla Simmons     |                                       |
| 2004 | Mummy an' the Armadillo                  | Insanidade                        | Jackie            |                                       |
| 2005 | Venice Underground                       | Venice:Império das Gangues        | Tyler             |                                       |
| 2005 | Three Wise Guys                          | Os Três Reis Magos                | Mary Ann Davidson |                                       |
| 2007 | American Identity                        |                                   | Lyndsey Simpson   |                                       |
| 2009 | Command & Conquer: Red Alert 3: Uprising |                                   | Kelly Weaver      | Video Game                            |
| 2009 | Prison Break: The Final Break            | Prison Break: O Resgate Final     | Gretchen Morgan   |                                       |
| 2010 | Hallmark Original Movie Class            |                                   | Kylie Burch       | Premiér 14 de agosto 2010 Hallmark TV |
| 2013 | The Frozen Ground                        |                                   | Chelle Ringell    |                                       |

## Televisão
| Ano               | Título Original             | Papel                                           | Nota(s)                                                                                          |
| ----------------- | --------------------------- | ----------------------------------------------- | ------------------------------------------------------------------------------------------------ |
| 1995              | Another World               | Maggie Cory                                     | 5 episódios 1 episódio creditada como "Jodi O'Keefe"                                             |
| 1996              | Nash Bridges                | Cassidy Bridges                                 | 76 episódios, 1996–2001                                                                          |
| 1999              | Happy Hour                  | ela mesma                                       | 1 episódio                                                                                       |
| 2002              | Dharma & Greg               | Simone                                          | Temporada 5; episódio 17: "She's with the Band" Temporada 5; episódio 18: "Mission: Implausible" |
| 2002              | George Lopez                | Campbell                                        | Temporada 2; episódio 7: "The Wedding Dance" Temporada 2; episódio 1: "Who's Your Daddy?"        |
| 2003              | The Pool at Maddy Breaker's | Maddy                                           | Protagonista; filme para televisão                                                               |
| 2004              | Tru Calling                 | Candace Aimes                                   | Temporada 1; episódio 10: "Reunion"                                                              |
| 2004              | The Help                    | Becky Wiggins                                   | Temporada 1; episódio 3: "Maggie Chicken"                                                        |
| 2004              | Charmed                     | Spider Demon                                    | Temporada 6; episódio 18: "Spin City"                                                            |
| 2004              | Boston Legal                | Nora Jacobs                                     | 3 episódios, 2004–2005                                                                           |
| 2004              | Two and a Half Men          | Gail                                            | Temporada 2; episódio 11: "Last Chance to See Those Tattoos"                                     |
| 2005              | Eve                         | Madrasta de Rita                                | 1 episódio                                                                                       |
| 2005              | Two and a Half Men          | Isabella                                        | Temporada 3; episódio 6: "Hi, Mr. Horned One"                                                    |
| 2006              | The 12th Man                | Lindsay                                         | Filme para televisão                                                                             |
| 2006              | The Evidence                | Jackie Kazaris                                  | 5 episódios                                                                                      |
| 2006              | Criminal Minds              | Agente Amanda Gilroy                            | Temporada 2; episódio 2: "P911"                                                                  |
| 2007              | CSI: NY                     | Melodee Constanza                               | Temporada 3; episódio 17: "The Ride In"                                                          |
| 2007              | Raines                      | Angelina Billings                               | Temporada 1; episódio 7: "Closure"                                                               |
| 2007              | Prison Break                | Gretchen Morgan                                 | 32 episódios, 2007–2009                                                                          |
| 2009              | The Big Bang Theory         | Mikayla                                         | Temporada 2; episódio 21: "The Vegas Renormalization"                                            |
| 2010              | The Call                    | Jenna 'Kinky' Kincaid                           | Filme para televisão                                                                             |
| 2010              | Lost                        | Ava                                             | Temporada 6; episódio 8: "Recon"                                                                 |
| 2010              | Soul Fire Rising            | Lilith Reborn                                   | 3 episódios                                                                                      |
| 2010              | Two and a Half Men          | Isabella                                        | Temporada 7; episódio 21: "Gumby with a Pokey"                                                   |
| 2011              | Exposed                     | Emily Bennett                                   | Filme para televisão                                                                             |
| 2011              | Two and a Half Men          | Isabella                                        | Temporada 9; episódio 1; episódio: "Nice to Meet You, Walden Schmidt"                            |
| 2014 - 2016; 2017 | The Vampire Diaries         | Drª Josette "Jo" Laughlin / Josette "Jo" Parker | Recorrente na Sexta temporada e na Sétima temporada; Participação na Oitava Temporada            |
| 2014-2018         | Hit the Floor               | Lionel Davenport                                | Elenco Regular (2-4)                                                                             |
| 2016              | Lúcifer                     | Ronnie Hills                                    | Temporada 1; episódio 3: "The Would-Be Prince of Darkness"                                       |
| 2018              | Legacies                    | Josette "Jo" Laughlin / Josette "Jo" Parker     | Atriz convidada: 1°temporada; episódio 6: "Mombie Dearest"                                       |